# خليفة الغنيم
خليفة خالد يوسف الغنيم (1921 - 1995) وزير التجارة والصناعة الكويتي السابق مُنذ عام 1963 حتى 1965.

## السيرة الشخصية
ولد بالكويت في (فريج الغنيم)، وهو من مواليد (1921) وتلقى تعليمه بالمدرسة المباركية ثم انتقل الي المدرسة الأحمدية، وهو أول كويتي يتخرج من الجامعة الامريكية في بيروت، وبعد انتهاء تعليمه في جميع المراحل دخل المعترك السياسي والدبلوماسي حيث عين عضو مجلس المعارف 1951، ومن ثم أصبح أول سفير كويتي في المملكة المتحدة عام 1961، ثم عين عضو مجلس إدارة غرفة تجارة وصناعة الكويت 1959 - 1961، ثم عين وزيرا للتجارة عام 1962، كما عين عضو مجلس النقد الكويتي عام 1963، واعيد تعيينه وزيرا للتجارة بين عامي 1963 حتى 1965، وهو من مؤسسي بنك الكويت الوطني.